# 12e cérémonie des British Academy Film Awards
Pour la cérémonie des BAFTAs récompensant la télévision, voir la 6e cérémonie des British Academy Television Awards.
La 12e cérémonie des British Academy Film Awards, organisée par la British Academy of Film and Television Arts, s'est déroulée en 1959 et a récompensé les films sortis en 1958.

## Palmarès

### Meilleur film - toutes provenances
- Les Chemins de la haute ville (Room at the Top)
  - L'Invaincu (অপরাজিত)
  - La Chatte sur un toit brûlant (Cat on a Hot Tin Roof)
  - La Chaîne (The Defiant Ones)
  - Ice-Cold in Alex
  - Indiscret (Indiscreet)
  - Quand passent les cigognes (Летят журавли)
  - No Down Payment
  - Les Nuits de Cabiria (Le Notti di Cabiria)
  - Ordres d'exécution (Orders to Kill)
  - Les Diables du désert (Sea of Sand)
  - La Vallée de la poudre (The Sheepman)
  - Les Fraises sauvages (Smultronstället)
  - Le Bal des maudits (The Young Lions)

### Meilleur film britannique
- Les Chemins de la haute ville (Room at the Top)
  - Ice-Cold in Alex
  - Indiscret (Indiscreet)
  - Ordres d'exécution (Orders to Kill)
  - Les Diables du désert (Sea of Sand)

### Meilleur acteur
- Meilleur acteur britannique :
  - Trevor Howard pour le rôle du Capitaine Chris Ford dans La Clef (The Key)
    - I. S. Johar pour le rôle de Bapu dans Harry Black et le tigre (Harry Black)
    - Anthony Quayle pour le rôle du Capitaine Van der Poel / Hauptman Otto Lutz dans Ice-Cold in Alex
    - Laurence Harvey pour le rôle de Joe Lampton dans Les Chemins de la haute ville (Room at the Top)
    - Donald Wolfit pour le rôle de Mr. Brown dans Les Chemins de la haute ville (Room at the Top)
    - Michael Craig pour le rôle du Capitaine Tim Cotton dans Les Diables du désert (Sea of Sand)
    - Terry-Thomas pour le rôle d'Ivan dans Les Aventures de Tom Pouce (tom thumb)

- Meilleur acteur étranger :
  - Sidney Poitier pour le rôle de Noah Cullen dans La Chaîne (The Defiant Ones)
    - Paul Newman pour le rôle de Brick Pollitt dans La Chatte sur un toit brûlant (Cat on a Hot Tin Roof)
    - Tony Curtis pour le rôle de John 'Joker' Jackson dans La Chaîne (The Defiant Ones)
    - Curd Jürgens pour le rôle de Von Stolberg dans Torpilles sous l'Atlantique (The Enemy Below)
    - Curd Jürgens pour le rôle du Capitaine Lin Nan dans L'Auberge du sixième bonheur (The Inn of the Sixth Happiness)
    - Spencer Tracy pour le rôle du maire Frank Skeffington dans La Dernière Fanfare (The Last Hurrah)
    - Glenn Ford pour le rôle de Jason Sweet dans La Vallée de la poudre (The Sheepman)
    - Victor Sjöström pour le rôle d'Isak Borg dans Les Fraises sauvages (Smultronstället)
    - Charles Laughton pour le rôle de Sir Wilfrid Robarts dans Témoin à charge (Witness for the Prosecution)
    - Marlon Brando pour le rôle du Lieutenant Christian Diestl dans Le Bal des maudits (The Young Lions)

### Meilleure actrice
- Meilleure actrice britannique :
  - Irene Worth pour le rôle de Leonie dans Ordres d'exécution (Orders to Kill)
    - Virginia McKenna pour le rôle de Violette Szabo dans Agent secret S.Z. (Carve Her Name with Pride)
    - Hermione Baddeley pour le rôle d'Elspeth dans Les Chemins de la haute ville (Room at the Top)

- Meilleure actrice étrangère :
  - Simone Signoret pour le rôle d'Alice Aisgill dans Les Chemins de la haute ville (Room at the Top)
    - Karuna Bannerjee pour le rôle de Sarbojaya Ray dans L'Invaincu (The Unvanquished)
    - Elizabeth Taylor pour le rôle de Maggie Pollit dans La Chatte sur un toit brûlant (Cat on a Hot Tin Roof)
    - Ingrid Bergman pour le rôle de Gladys Aylward dans L'Auberge du sixième bonheur (The Inn of the Sixth Happiness)
    - Tatyana Samojlova pour le rôle de Veronika dans Quand passent les cigognes (The Cranes Are Flying)
    - Joanne Woodward pour le rôle de Leola Boone dans No Down Payment
    - Giulietta Masina pour le rôle de Cabiria dans Les Nuits de Cabiria (Nights of Cabiria)
    - Anna Magnani pour le rôle de Gioia dans Car sauvage est le vent (Wild Is the Wind)

### Meilleur scénario britannique
- Ordres d'exécution (Orders to Kill) – Paul Dehn

### Meilleur film d'animation
- The Little Island
  - Le Merle
  - The Juggler of our Lady

### Meilleur film documentaire
Flaherty Documentary Award.
- Glass (Glas)
  - Secrets of the Reef
  - The Forerunner
  - Wonders of Chicago
  - L S Lowry
  - Jabulani Afrika

### Film Special Awards
- The Children's Film Foundation

### United Nations Awards
- La Chaîne (The Defiant Ones)
  - People Like Maria
  - Le Soldat inconnu (Tuntematon sotilas)

### Meilleur nouveau venu dans un rôle principal
Nouveau venu le plus prometteur au cinéma.
- Paul Massie pour le rôle de Gene Summers dans Ordres d'exécution (Orders to Kill)
  - Gwen Verdon pour le rôle de Lola dans Cette satanée Lola (Damn Yankees!)
  - Teresa Izewska pour le rôle de Stokrotka dans Ils aimaient la vie (Kanał)
  - Maggie Smith pour le rôle de Bridget Howard dans Nowhere to Go
  - Mary Peach pour le rôle de June Samson dans Les Chemins de la haute ville (Room at the Top)
  - Red Buttons pour le rôle de Joe Kelly dans Sayonara

## Récompenses et nominations multiples

### Nominations multiples
Films
7 : Les Chemins de la haute ville
5 : Ordres d'exécution
4 : La Chaîne
3 : La Chatte sur un toit brûlant, Les Diables du désert, Ice-Cold in Alex
2 : Indiscret, Quand passent les cigognes, No Down Payment, Les Nuits de Cabiria, La Vallée de la poudre, Les Fraises sauvages, Le Bal des maudits, L'Auberge du sixième bonheur, L'Invaincu
Personnalité
2 : Curd Jürgens

### Récompenses multiples
Légende : Nombre de récompenses/Nombre de nominations
Films
3 / 5 : Ordres d'exécution
3 / 7 : Les Chemins de la haute ville
2 / 4 : La Chaîne
Personnalité
Auncune